# Outaouais

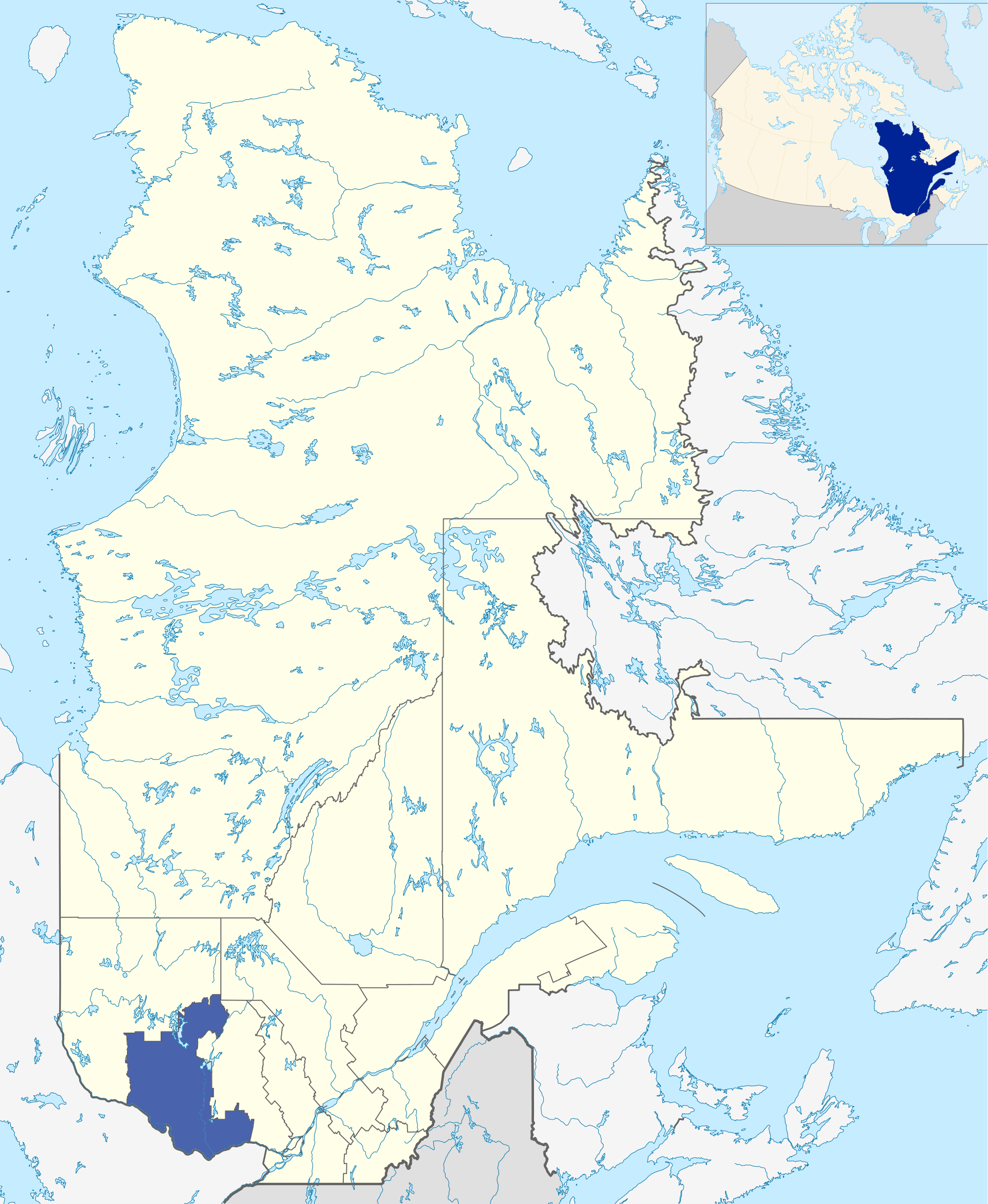
Localização da região administrativa do Outaouais no Quebec.

O Outaouais (em português:  Ottawense) é uma região administrativa da província canadense do Quebec. A região possui 30 504 km², 338 491 habitantes e uma densidade demográfica de 11,1  hab./km². Está dividida em quatro regionalidades municipais e em 75 municípios.
O nome da região deve-se à sua posição geográfica a norte do rio Ottawa (em francês:  Rivière des Outaouais).

## Regionalidades municipais
- La Vallée-de-la-Gatineau
- Les Collines-de-l'Outaouais
- Papineau
- Pontiac

## Outras subdivisões

### Cidade independente
- Gatineau

### Reservas indígenas
- Kitigan Zibi
- Lac-Rapide